# Kōsan-ji
Der Kōsan-ji (japanisch 耕三寺) ist ein Tempel der Jōdo-Shinshū-Richtung des Buddhismus auf der zur Stadt Onomichi (Präfektur Hiroshima) gehörenden Insel Ikuchijima (生口島).

## Geschichte
Erbauer des Tempels war der Unternehmer Kanemoto Fukumatsu (金本 福松; 1891–1970). Dieser hatte 1920 das Unternehmen für Stahlroherstellung „Tōyōkeidai Kōkanseiszōsho“ (東洋経大鋼管製造所) gegründet und war zu Wohlstand gekommen. Für seine Mutter ließ er das Anwesen „Chōseikaku“ (潮聲閣), etwa „Gezeitenhören-Pavillon“, erbauen. Als seine Mutter 1934 starb, gab er im Jahr darauf seine Geschäfte auf und wurde Priester unter dem Namen Kōsan (耕三) und begann, das Gelände um den Chōseikaku zu einer Tempelanlage zu entwickeln. In den folgenden dreißig Jahren kam so in Anlehnung an Bauten berühmter Tempel in Japan eine weiträumige Anlage zustande.

## Die Anlage
- Das Tor „Shishinden gomon“(紫宸殿御門[A 1]) wurde hier zum Haupttor (山門, Sammon),
- Nach dem berühmten „Yōmei-mon“ des Tōshō-gū in Nikkō ließ Kōsan das „Kōyō-mon“ (孝養門) erbauen,
- die „Hōōdō“ (鳳凰堂) des Byōdō-in wurde zum Vorbild für die Haupthalle (本堂, Hondō) dieses Tempels,
- für die Schatzhäuser „Hōhōzō“ (法宝蔵) und „Bōhōzō“ (僧宝蔵) stand das Kondō (金堂) des Shitennō-ji Pate.

Insgesamt finden sich auf der Anlage 15 nachgebaute Gebäude, die als „materielle Kulturschätze“ (有形文化財, Yūkei bunkazai) registriert sind.
Eine Neuschöpfung eigens für diesen Tempel ist die auf der Anhöhe über dem Tempel aus Marmorblöcken gestaltete Anlage „Miraishin no oka“ (未来心の丘) – „Hügel der Herzenszukunft“. Sie wurde aus Carrara-Marmor in 12-jähriger Arbeit vom Bildhauer Kuetani Ittō (杭谷 一東, geb. 1942) geschaffen.

## Schätze des Tempels
Nach dem Pazifikkrieg entschloss sich Kōsan, seine Sammlung buddhistischer Skulpturen, Bilder und Schriften, Teegerät und anderes Kulturgut der Öffentlichkeit zugänglich zu machen. Dafür wandelte er das gesamte Tempelgelände nach Maßgabe des japanischen Museumsgesetzes (博物館法, Hakubutsukan-hō) in ein Museum um. Die Sammlung umfasst über 2000 Objekte, von denen 19 als Wichtiges Kulturgut Japans registriert sind. Dazu gehören ein stehender Shaka Nyorai aus Holz (木造釈迦如来立像, Honzō Shaka Nyorai rissō), eine Darstellung Buddhas beim Eingang in das Paradies (絹本着色仏涅槃図, Kempon Chakushoku Butsu Nehan-zu), eine Darstellung des Ki no Tsurayuki, einer der 36 Poeten. – Weitere 40 als Wichtige Kunstobjekte (重要美術品, Jūyō bijutsuhin) registriert.

## Bilder

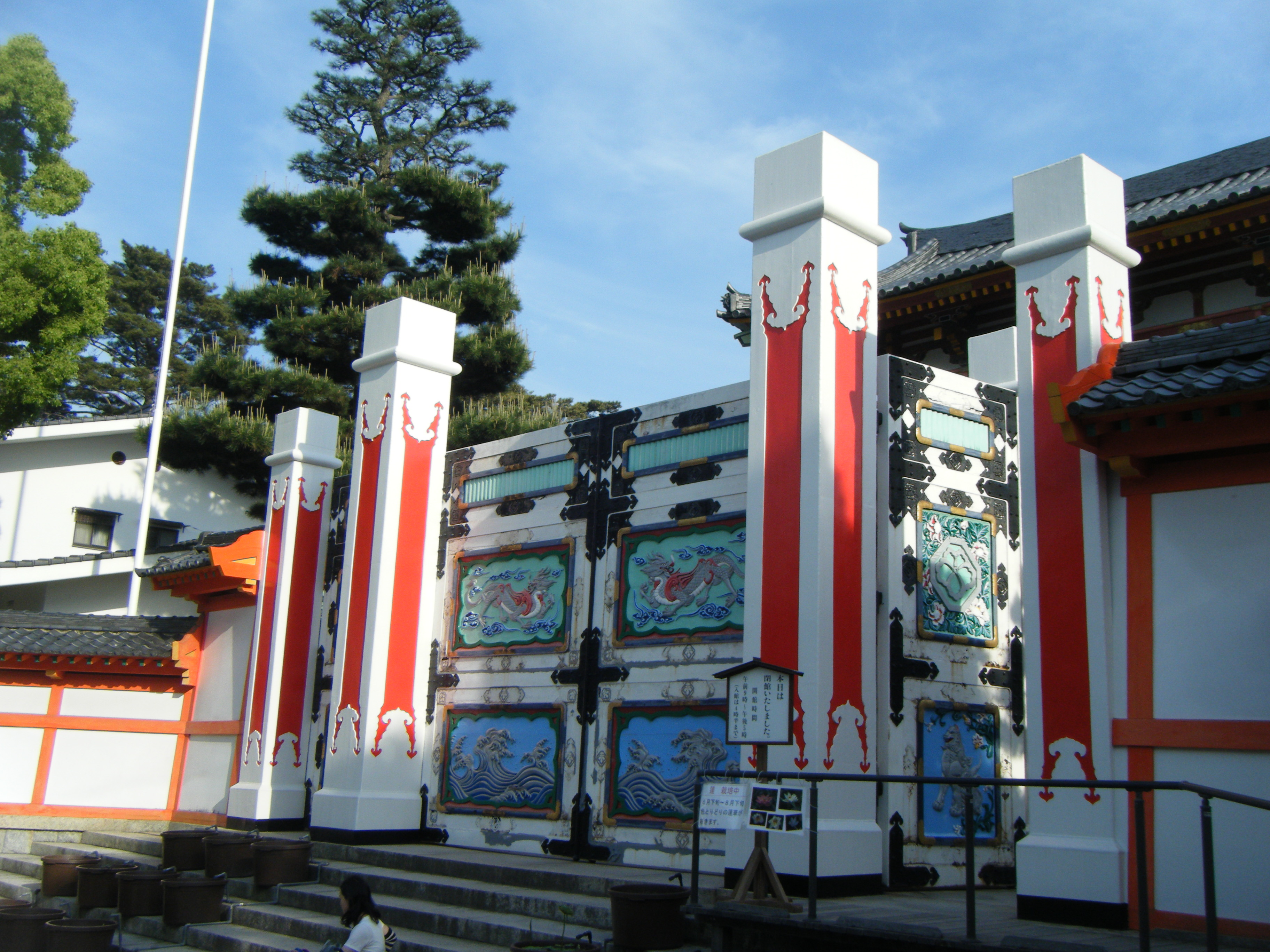
Unteres Tor (Haupttor)
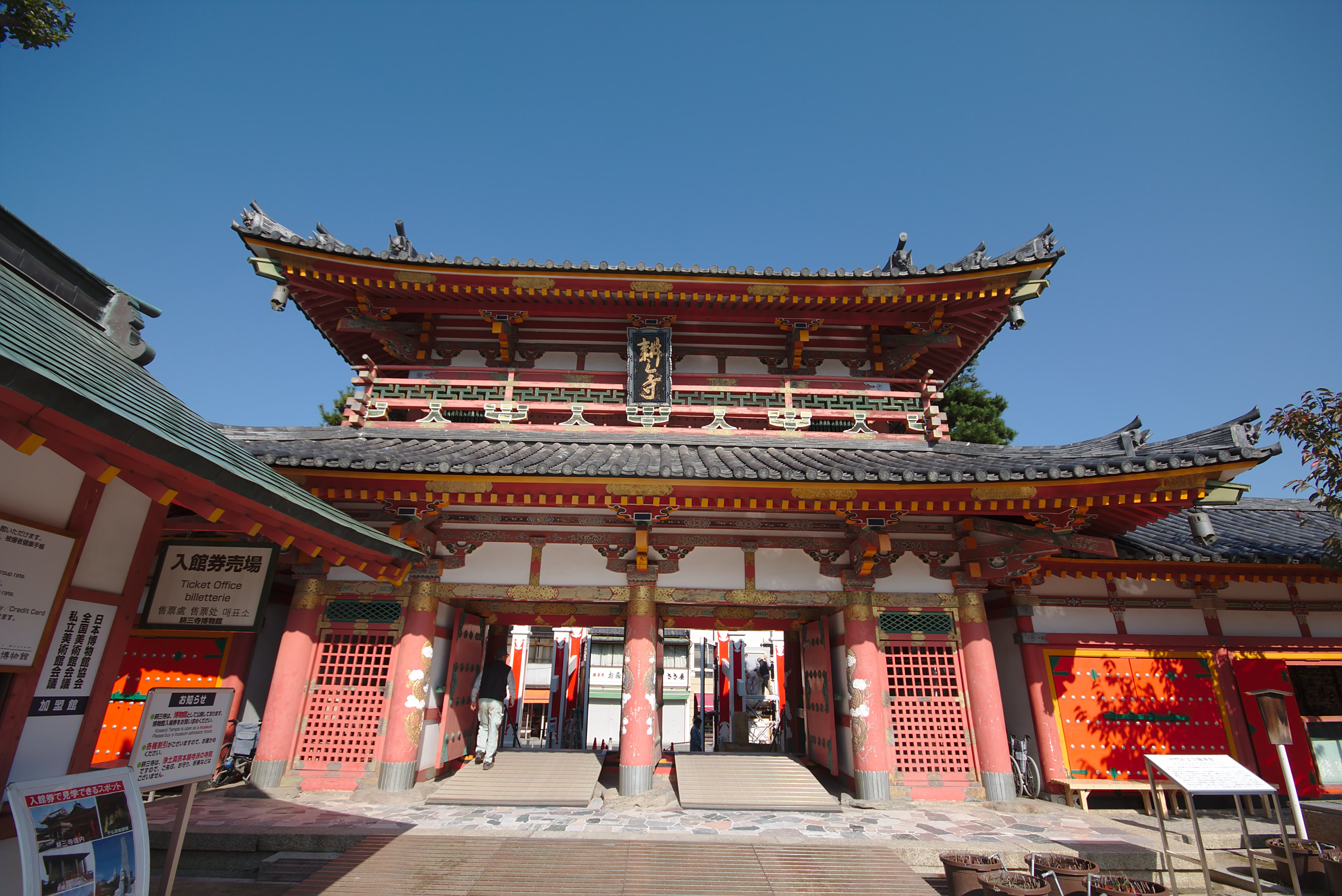
Mittleres Tor
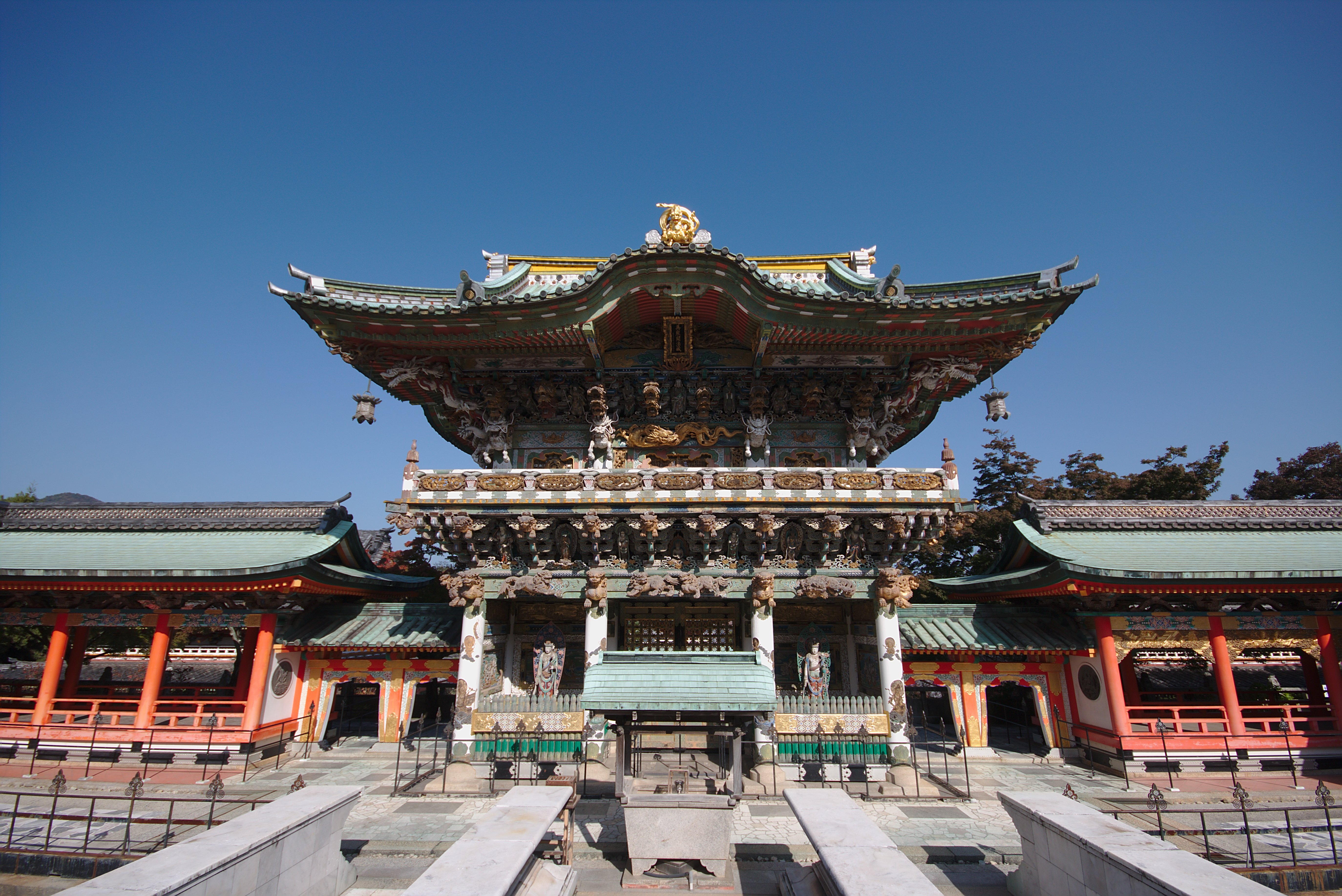
Oberes Tor (Kōyō-mon)
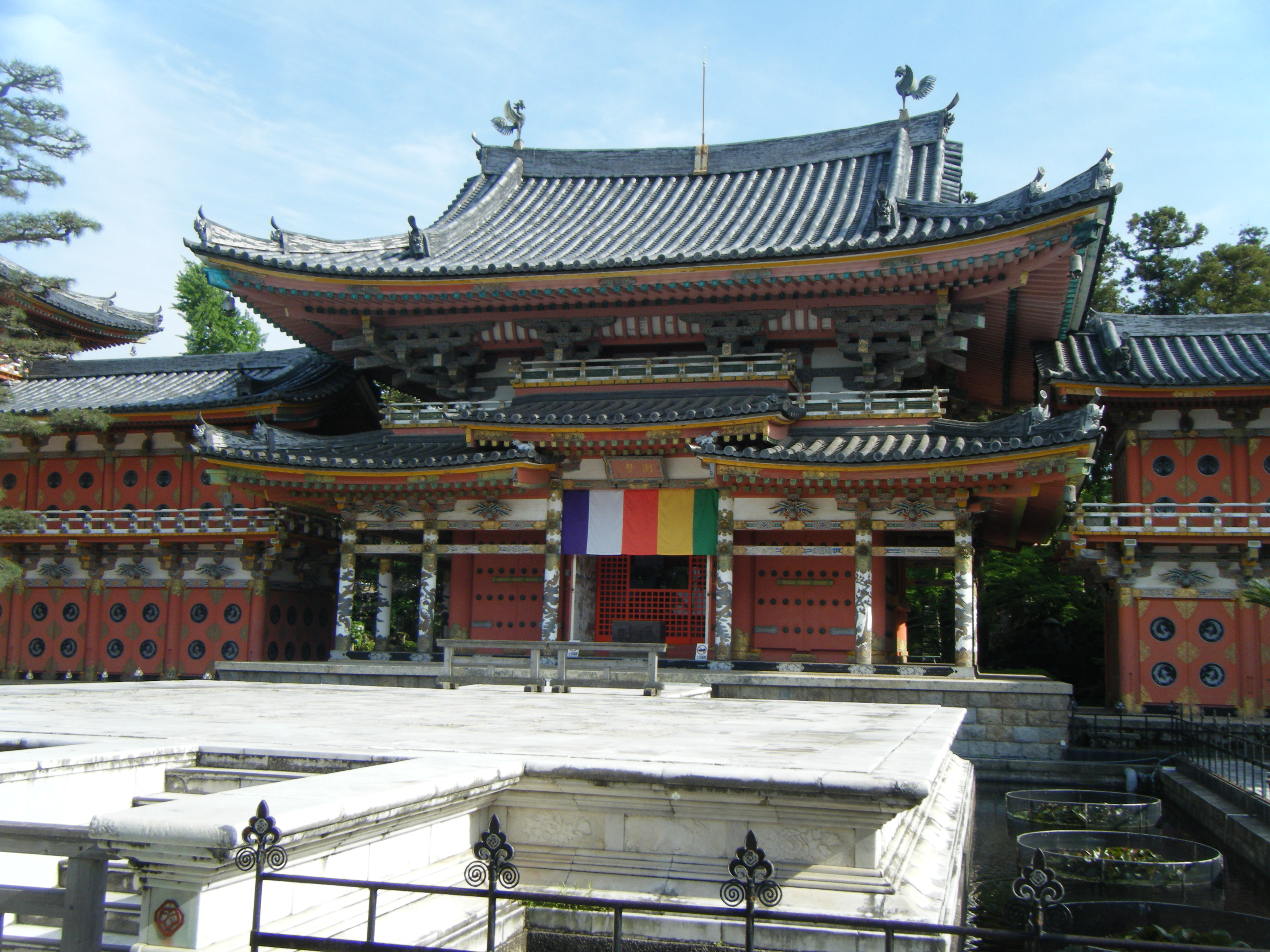
Haupthalle
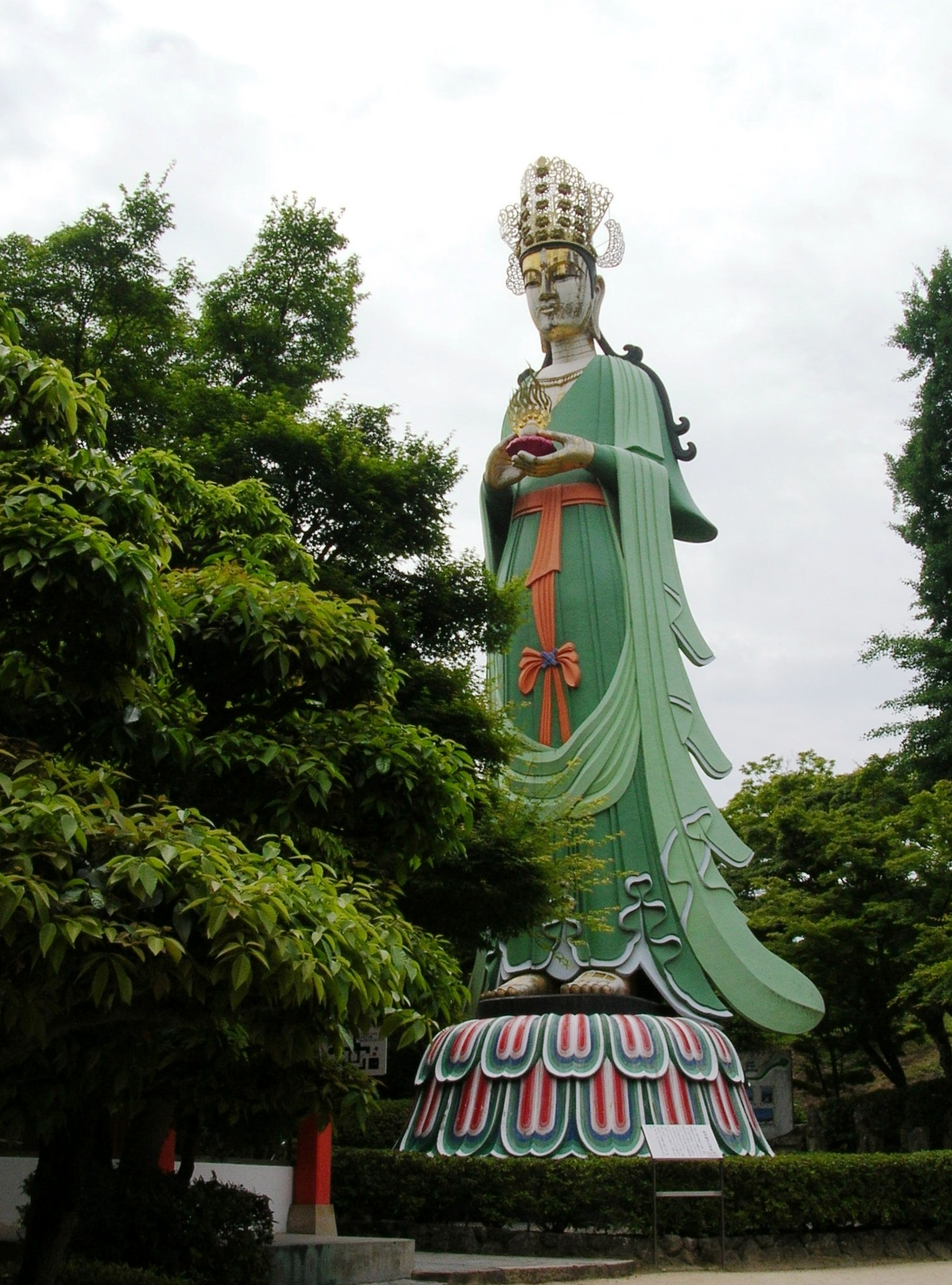
Heilige
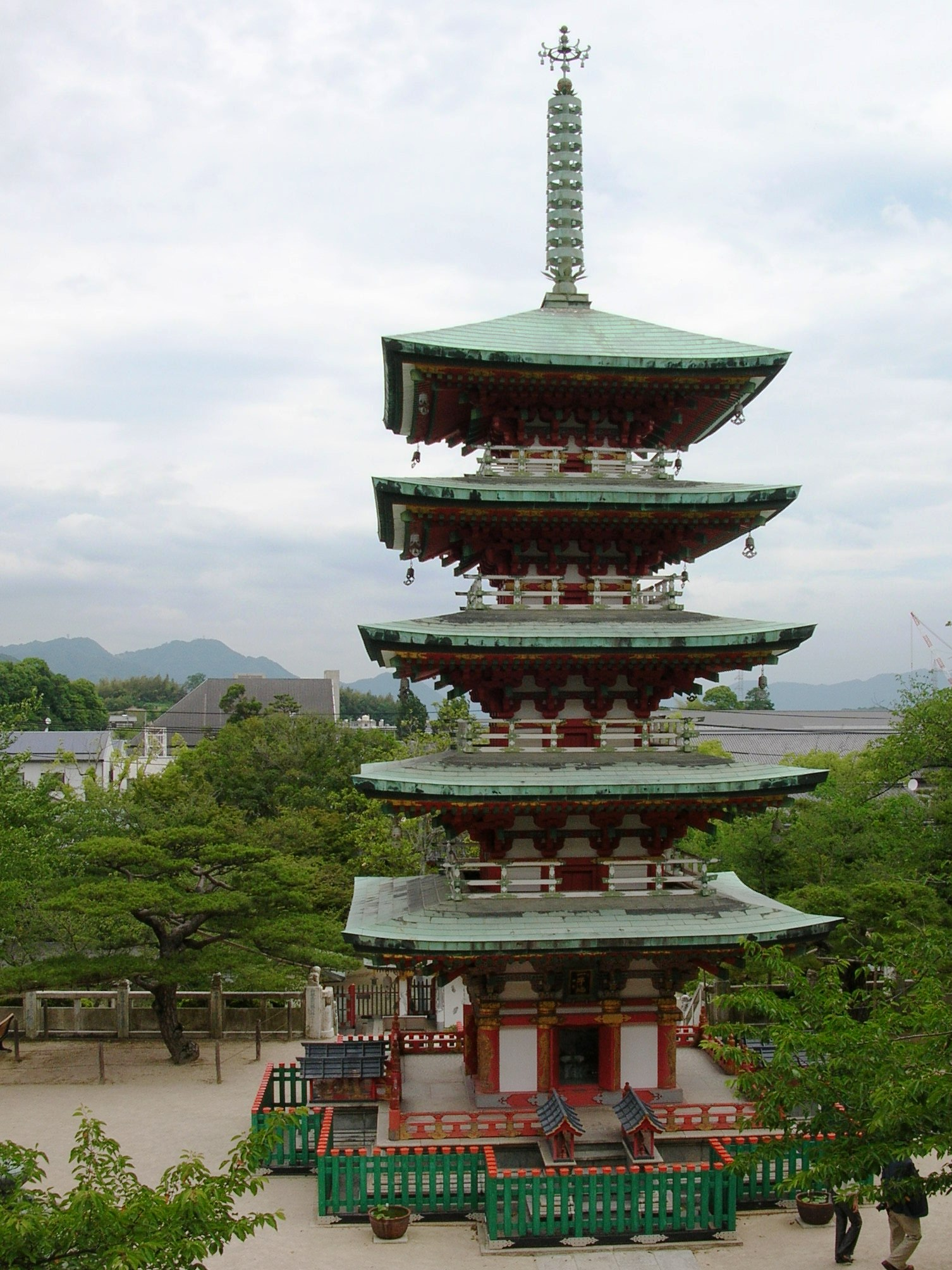
Pagode
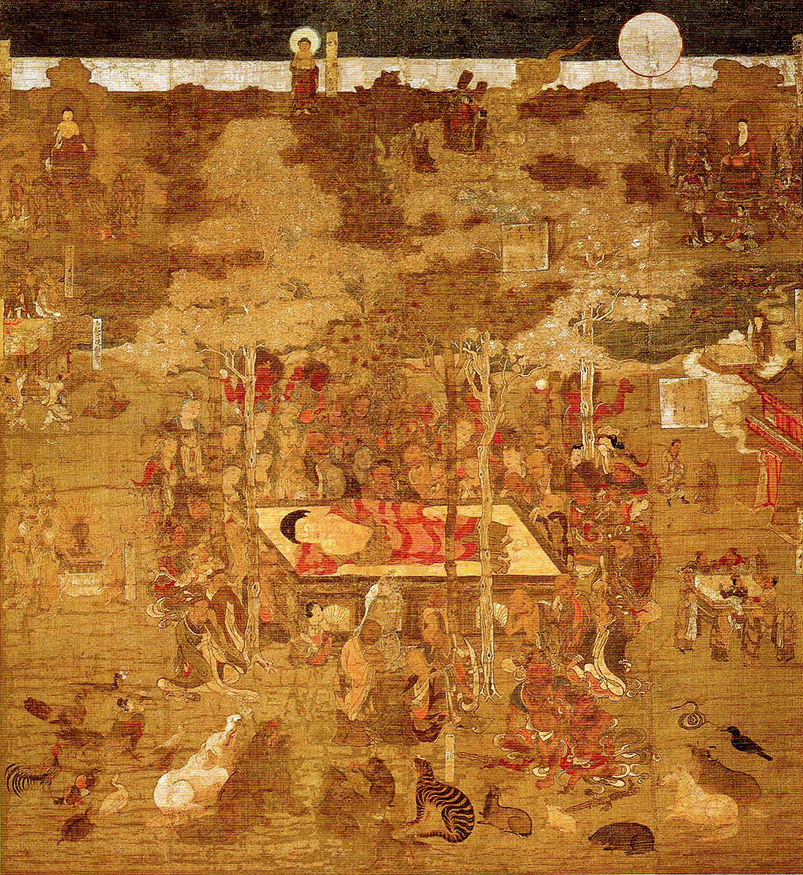
Nehan Buddha
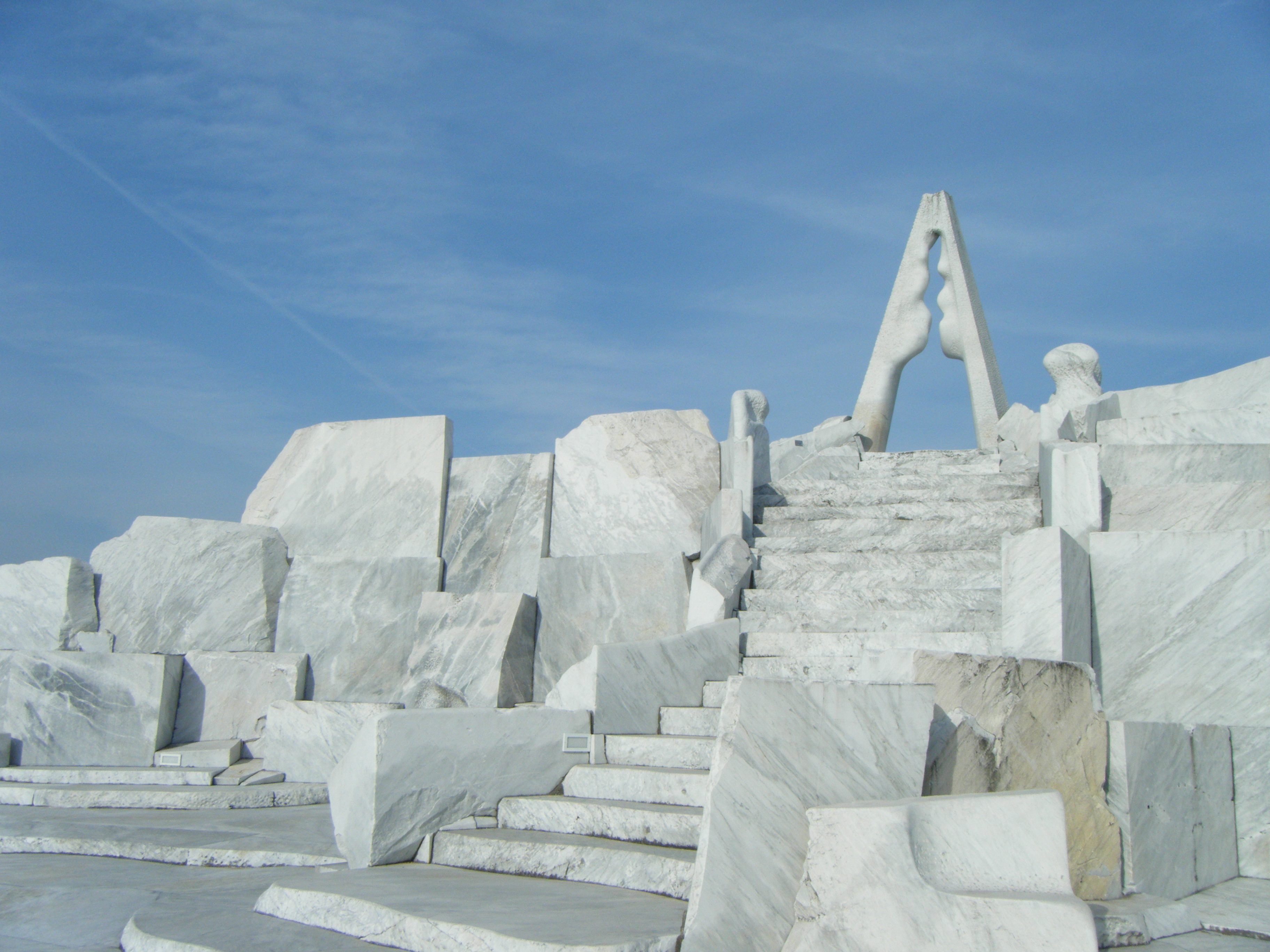
„Hügel der Herzenszukunft“